# Festa major

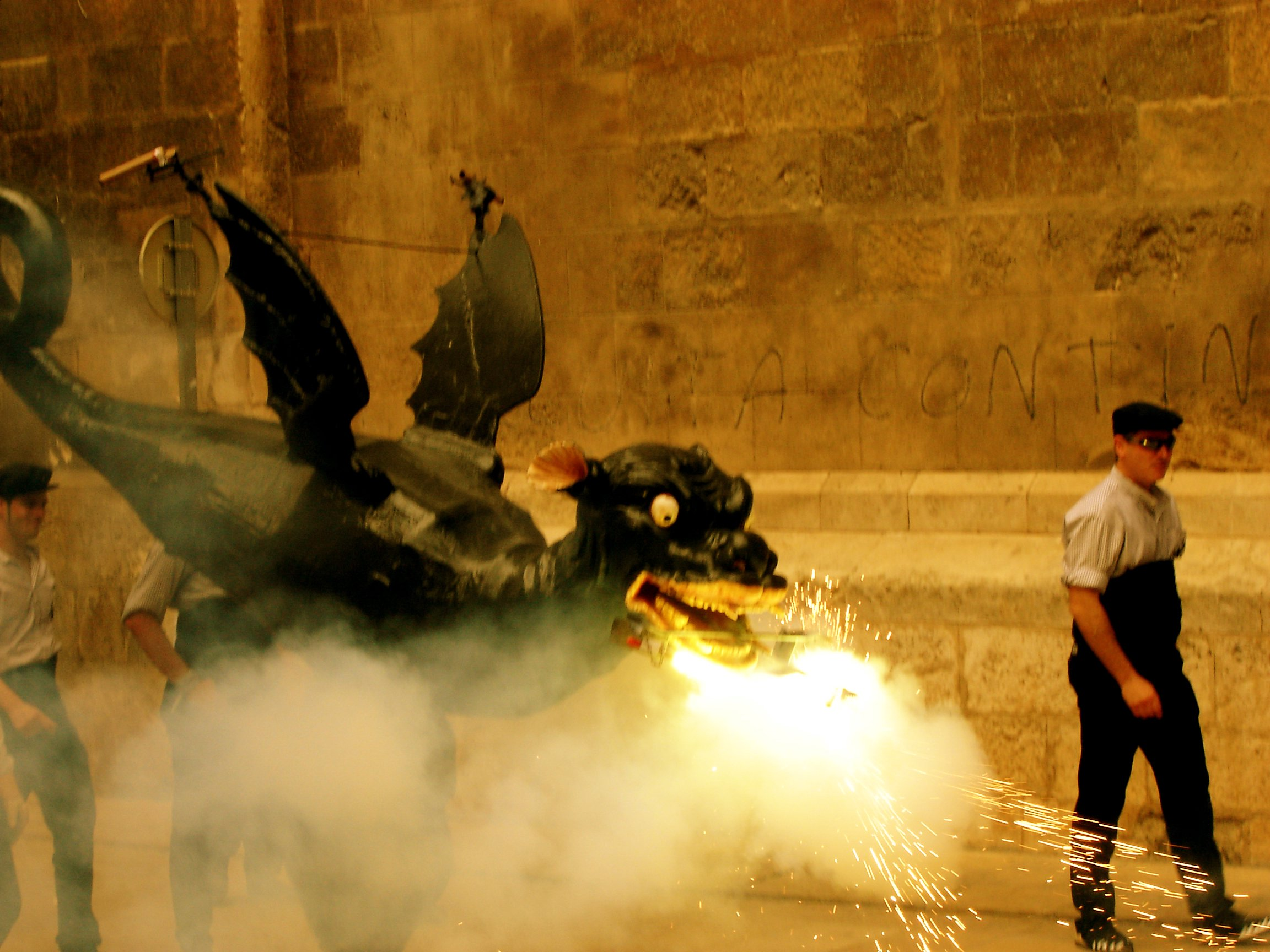
Dragón de Vilafranca, el dragón más antiguo de Europa.

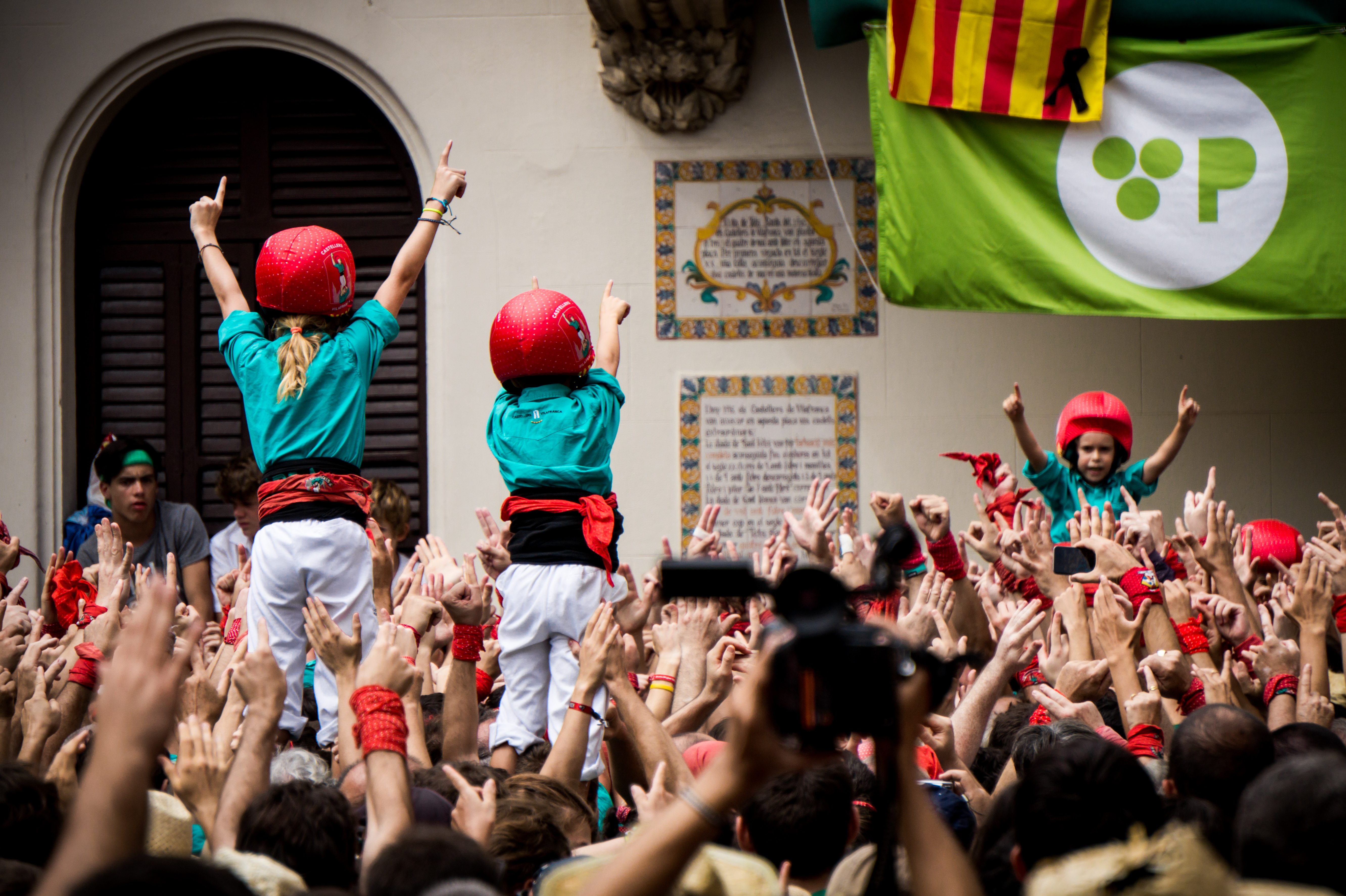
Celebración de los Castellers de Vilafranca durante la jornada castellera de la Fiesta Mayor de Vilafranca 2017.

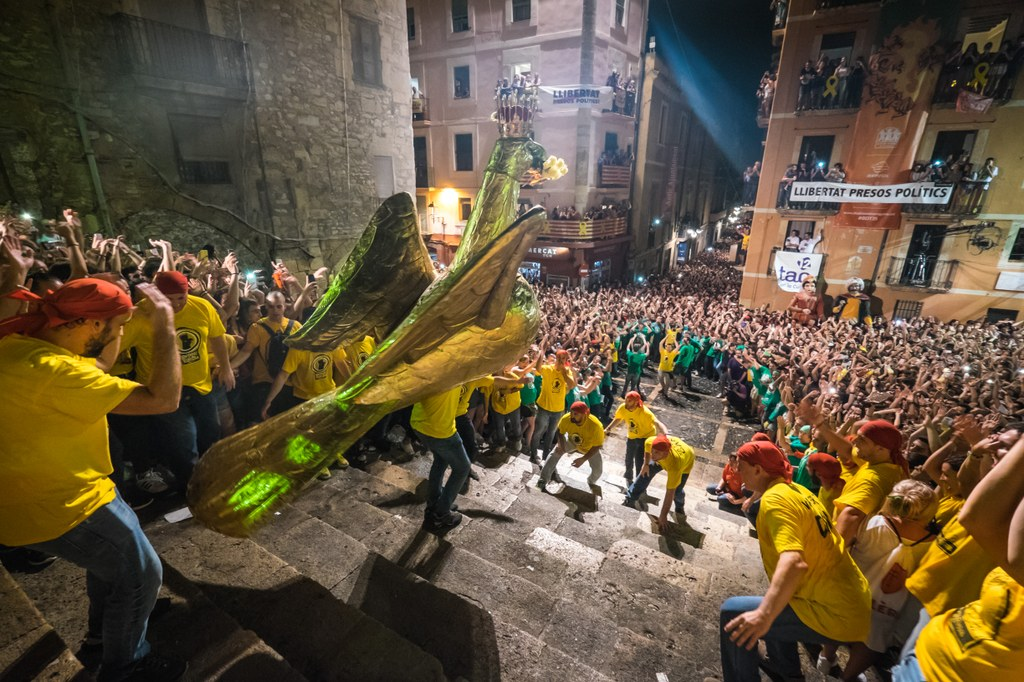
"Baixada de l'Àguila" durante las Fiestas de Santa Tecla de Tarragona

Una festa major es la fiesta o festival más importante o principal que se realiza una vez al año en un barrio, pueblo, villa o una ciudad. Tradicionalmente conmemora un hecho importante de su historia o tradición. Esta fiesta puede ser a la vez una fiesta patronal, o sea una fiesta en honor de un santo patrón o santa patrona. A menudo, cuando ésta no es en verano, se celebra una segunda fiesta mayor en esta época del año.
Las fiestas mayores son el punto de encuentro de una comunidad. Generalmente se desarrollan en torno a unos escenarios comunes —la plaza, el café o la iglesia— y reafirma la identidad colectiva a partir de unos referentes simbólicos compartidos.

## Origen
Se sabe que las fiestas mayores catalanas se celebran al menos desde el siglo XIII . En el siglo XIV, la prodigalidad en los gastos hizo que muchas obispados limitaran a los clérigos el número de invitados a la comida de fiesta mayor. Fernando el Católico, en una pragmática de 1487, prohibió que se hicieran gastos superiores a diez sueldos por cada fuego. Ésta fue derogada al año siguiente, a petición de los campesinos, que negociaron con el rey la interpretación de la sentencia arbitral de Guadalupe que alegaban la costumbre de recibir, por las fiestas mayores, a los amigos y parientes.

## Tradiciones
Suelen durar tres días (que en muchas ciudades y villas coinciden con las ferias), el primer día se considera fiesta, y se suele hacer coincidir con un fin de semana.
Entre los actos religiosos, son tradicionales las vísperas o completas en la víspera, el oficio solemne, y la procesión (a menudo con gigantes y enanos ), acompañados, todos, por música de bandas.
Entre los actos profanos hay desfiles, bailes en la carpa o en un teatro (donde también se celebran conciertos y representaciones teatrales o líricas ), bailes de sardanas o de danzas tradicionales, en la plaza, divertimentos infantiles (como la sortija, saltos con sacos o romper la olla), y en muy pocos lugares, toros o correbous. También competiciones deportivas, fuegos artificiales, correfocs, diablos, castillos, (desfile inicial) ferias (caballetes, tiro al blanco, autos de choque, etc. ) La corporación municipal preside los actos más solemnes. Se enrama o adorna con guirnaldas las calles, y en la mayoría de las casas se hace una gran comida, a la que son invitados parientes y amigos foráneos.

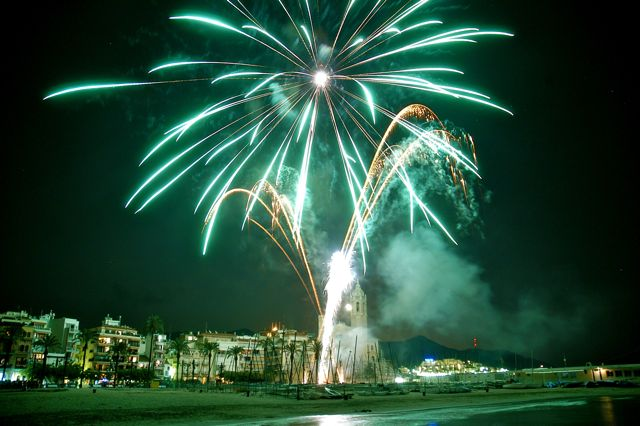
Castillo de Fuegos Artificiales de la Fiesta Mayor de Sitges

## Fiestas mayores
Actualmente,[¿cuándo?] hay muchas fiestas mayores a las que se les ha otorgado el reconocimiento de Fiesta Patrimonial de Interés Nacional .
Algunas de estas son la Fiesta Mayor de Arbós, la Fiesta Mayor de Las Santas de Mataró, La Fiesta Mayor de Sitges, la Fiesta Mayor de Solsona, la Fiesta Mayor de Villafranca del Panadés, la Fiesta Mayor de Sant Pere de Reus, las Fiestas de Santa Tecla de Tarragona o la Fiesta Mayor y el Baile de Cavallets, Gigantes y Mulassa de San Felíu de Pallarols.
En la categoría de Fiestas Tradicionales de Interés Nacional, hay fiestas mayores tan importantes como las de la Mercè y la del barrio de Gràcia, ambas en Barcelona, la fiesta de Misericordia de Reus, la fiesta mayor de Castelltersol, y las fiestas del Tura de Olot.
También son especialmente significativas las fiestas de creación más reciente –pero muy concurridas y dinámicas– como la fiesta mayor de Blancs y Blaus de Granollers, las de Santa Ana de Blanes, las de la Virgen de la Cinta de Tortosa, las Decennals de Valls (celebradas cada diez años en honor a la Virgen de la Candela), la de los Elois de Berga, el Aquelarre de Cervera, la de la Santa Cruz de Figueras o la de San Narciso de Gerona. 
Fiestas Mayores famosas son la Fiesta Mayor de Gracia, las Fiestas de San Juan de Ciudadela, la Fiesta Mayor de Villafranca del Panadés, la Patum de Berga, las Fiestas de la Magdalena de Castellón de la Plana, las Fiestas de Santa Tecla de Tarragona, las Fallas de Valencia y las Hogueras de Alicante, la Fiesta Mayor (pirata) de Premiá de Mar.